# ستايسي بيلي
ستايسي بيلي (بالإنجليزية: Stacey Bailey)‏ هو لاعب كرة قدم أمريكية أمريكي، ولد في 10 فبراير 1962 في سان رافاييل في الولايات المتحدة.

## وصلات خارجية
- ستايسي بيلي على موقع مرجع كرة القدم المحترفة.كوم (الإنجليزية)
- ستايسي بيلي على موقع كلية كرة القدم في سبورتس رفرنس.كوم (الإنجليزية)